# VisualDSP++
VisualDSP++是美國模擬器件公司（ADI）針對DSP晶片開發的整合開發環境（IDE），可支持ADI公司所有系列的DSP處理器。整合有C\C++編譯器、Debugger工具、VisualDSP++ Kernel（VDK）。目前最新版本是VisualDSP++ 5.0。

## 指令
- CSYNC：同步内核流水线指令
- SSYNC：同步系统流水线指令